# Al Kifl

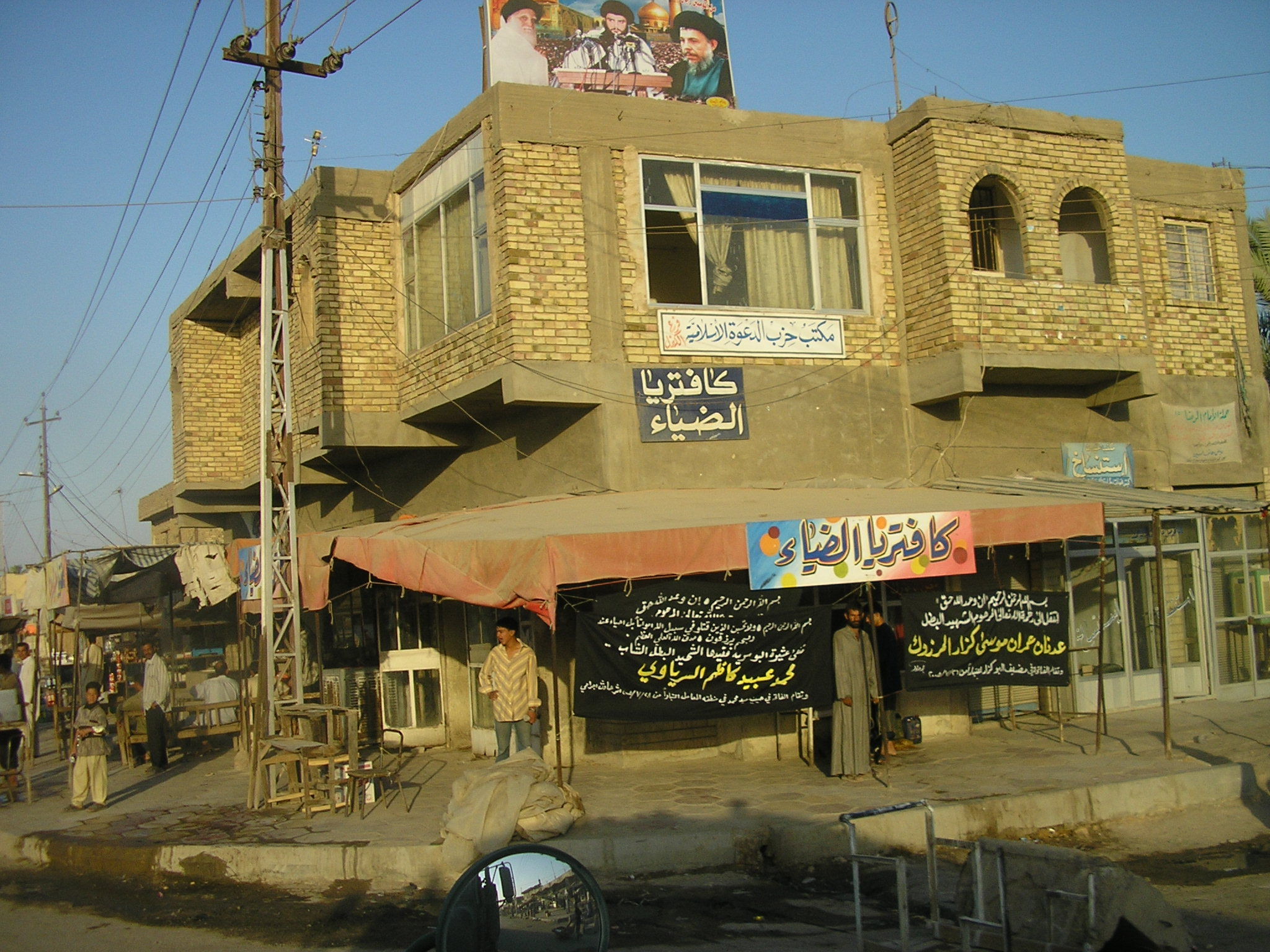
Los vendedores se alinean en la carretera principal de Kifl.

Al Kifl (en árabe: الكفل‎: ; también conocido como Kifl) es una ciudad del sureste de Irak atravesada por el río Éufrates, entre Najaf y Al Hillah.  Kifl, es la ubicación de una tumba que se dice que es de un santo llamado Dhul-Kifl, que se cree que es el profeta bíblico Ezequiel. Ha resultado ser controvertido un proyecto para renovar la tumba y desarrollarla como una atracción turística.